# Artio

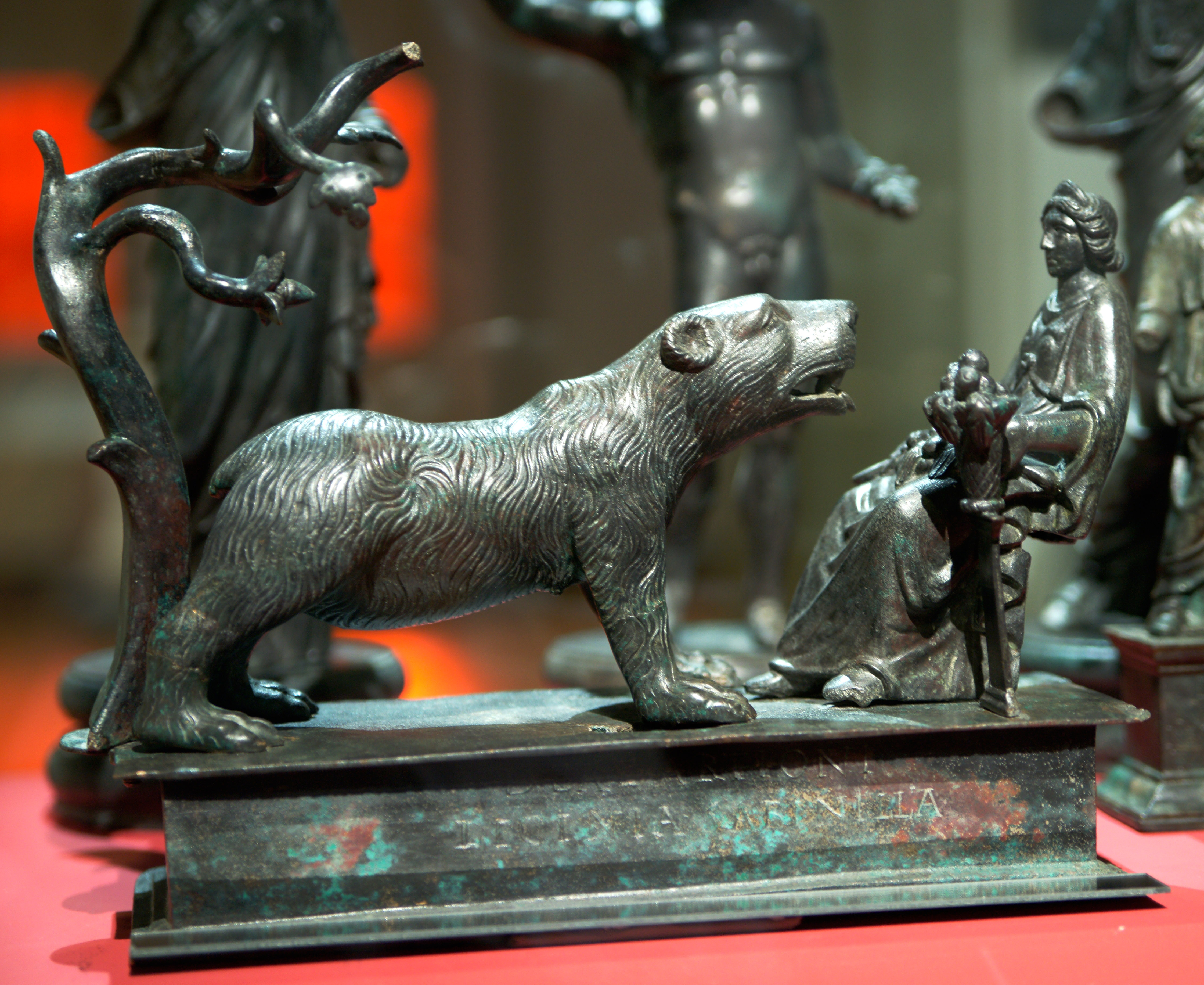
De godin Artio zoals afgebeeld in de 'Muri statuette group', als berin en in menselijke vorm naar men aanneemt.

Artio (Dea Artio) was in de Keltische mythologie een berengodin, wier cultus alvast in Bern is geattesteerd, en die vooral bij de Helvetii en de Treveri, maar waarschijnlijk ook elders in Gallië werd vereerd.

## Afbeelding en inscripties
Een bronzen beeldje uit Muri, nabij Bern toont een grote beer die naar een vrouwenfiguur is gewend, die op een troon zit en vruchten in haar schoot houdt. Misschien voedt zij de beer. Achter de godin staat in het klein een boom. Het beeld heeft een grote rechthoekige bronzen voet met de inscriptie (CIL 13, 05160):
Deae Artioni / Licinia Sabinilla
Aan Godin Artio (of Artionis, van Artio), van Licinia Sabinilla. Indien de naam Keltisch is met een Latijnse syntaxis, dan geeft de datief Artioni een i-stam nominatief *Artionis of een n-stam nominatief *Artio. Dat zou misschien overeenkomen met een Keltisch n-stam nominatief als *Artiu.
Een tweede inscriptie bevindt zich in een holle weg bij Weilerbach in het Sauertal. Ze staat in de rotswand gegrift en luidt: ARTIONI BIBER (CIL 13, 04113)
Nog meer inscripties gewijd aan de godin Artio zijn gevonden in Daun (CIL 13, 04203), (CIL 13, 04113), Heddernheim (Frankfurt am Main) (CIL 13, 07375 [4, p 125]), en Stockstadt (CIL 13, 11789).
Het is niet duidelijk of Ertae, een naam die zich op het Runenkistje van Auzon bevindt, een verengelste vorm van de naam van deze godin is.

## Etymologie
Haar naam is afgeleid van het Gallische woord artos, beer. Andere Keltische talen hebben gelijkaardige woorden, zoals het Iers art, Welsh arth - dat ook de bron voor de modernere naam Arthur zou kunnen zijn.